# کوریر اینترناسیونال
کوریر اینترناسیونال (تلفظ فرانسوی: [kuʁje ɛ̃tɛʁnasjɔnal]; (به انگلیسی: Courrier international) یک هفته‌نامه فرانسوی مستقر در پاریس است که گزیده‌هایی از مقالات بیش از ۹۰۰ روزنامه بین‌المللی را ترجمه و منتشر می‌کند. همچنین دارای نسخه پرتغالی و ژاپنی است. کوریر ژاپنی در ۱۷ نوامبر ۲۰۰۵ راه‌اندازی شد و توسط کودانشا منتشر می‌شود.

## تاریخچه و مشخصات
کوریر اینترناسیونال اولین بار در ۸ نوامبر ۱۹۹۰ یک سال پس از فروپاشی دیوار برلین، توسط پنج پاریسی به نام‌های ژان میشل بوسیه، هروه لاورگن، موریس رونای، ژاک روسلین و خوان کالدرون، پیر برگ و گی دو وترز (از انجمن ژنرال بلژیک) طراحی شد. این مجله توسط گروه رسانه‌ای گروه لوموند منتشر شده‌است.
کوریر اینترناسیونال برای بیستمین سالگرد خود، در ۹ سپتامبر ۲۰۱۰ از لوگو و طرح بندی جدید پرده‌برداری کرد. این طراحی مجدد با یک کمپین بازاریابی همراه بود که شامل تصویری از دو هواپیما بود که بدون برخورد با برجهای مرکز تجارت جهانی در نیویورک که به صورت دیجیتالی کوتاه شده بودند، در حال چرخش بودند. مفهوم این بود که اگر برج‌ها کوچکتر بودند، هیچ برخوردی وجود نداشت. تصویری که شعار جدید مجله («پیش‌بینی را بیاموزید») را نشان می‌داد، واکنش‌های منفی متعددی را در ایالات متحده برانگیخت.
در سال ۲۰۲۰ تیراژ کوریر اینترناسیونال ۱۶۸۷۶۶ نسخه بود.